# Mega Man Zero
Mega Man Zero, in Giappone Rockman Zero (ロックマン ゼロ?, Rokkuman Zero), è un videogioco a piattaforme, primo episodio della serie Mega Man Zero.

## Trama
Dopo la guerra contro Maverick (nella serie Mega Man X), grazie all'aiuto di X, le ferite apportate dalla guerra al mondo si stanno lentamente rimarginando ed il mondo sta lentamente rigenerandosi. Viene creata Neo Arcadia, come sogno utopistico per gli umani. Ma appena inizia il benessere per gli umani grazie alla creazione di Neo Arcadia, inizia la paura che i "reploids" possano iniziare una nuova guerra, quindi molti di loro vengono uccisi e vengono banditi dal territorio di Neo Arcadia.
Molti dei reploids scappati si uniscono ad un movimento di resistenza creato da Ciel, una scienziata umana di Neo Arcadia. Ma la forza del movimento rivoluzionario non sono abbastanza da combattere il governo di Neo Arcadia, provano quindi a trovare e resuscitare il leggendario Zero, che combatté con X contro le truppe di Maverick 100 anni prima. Dopo lunghe ricerche riescono a trovare Zero e corrono da lui per recuperarlo e per poter combattere contro Neo Arcadia.

## Modalità di gioco
Il gioco si discosta notevolmente dalla struttura tipica su cui si è assestata la serie di Megaman, come mostra la tabella seguente. I successivi episodi della serie ritornano progressivamente verso la struttura base dei videogiochi di Megaman.
L'ordine delle missioni è relativamente arbitrario, in quanto solo quelle numerate devono essere completate nell'ordine specificato.